# 西光寺 (香川県土庄町)
西光寺（さいこうじ）は、香川県小豆郡土庄町にある高野山真言宗の仏教寺院。山号は王子山、院号は蓮華院。小豆島霊場五十八番札所。

## 境内
- 山門 - 「思四」の扁額
- 本堂 - 1933年（昭和8年）建立、桃山様式
- 客殿
- 奥の院
  - 三重塔 - 西光寺中興400年の記念事業の一環として1975年（昭和50年）に建立された。塔名称は「誓願の塔」。和様、木造、本瓦葺。塔内に金剛界大日如来安置。
  - 小豆島尾崎放哉記念館 - 旧奥の院南郷庵。明治時代の俳人尾崎放哉終焉の地。

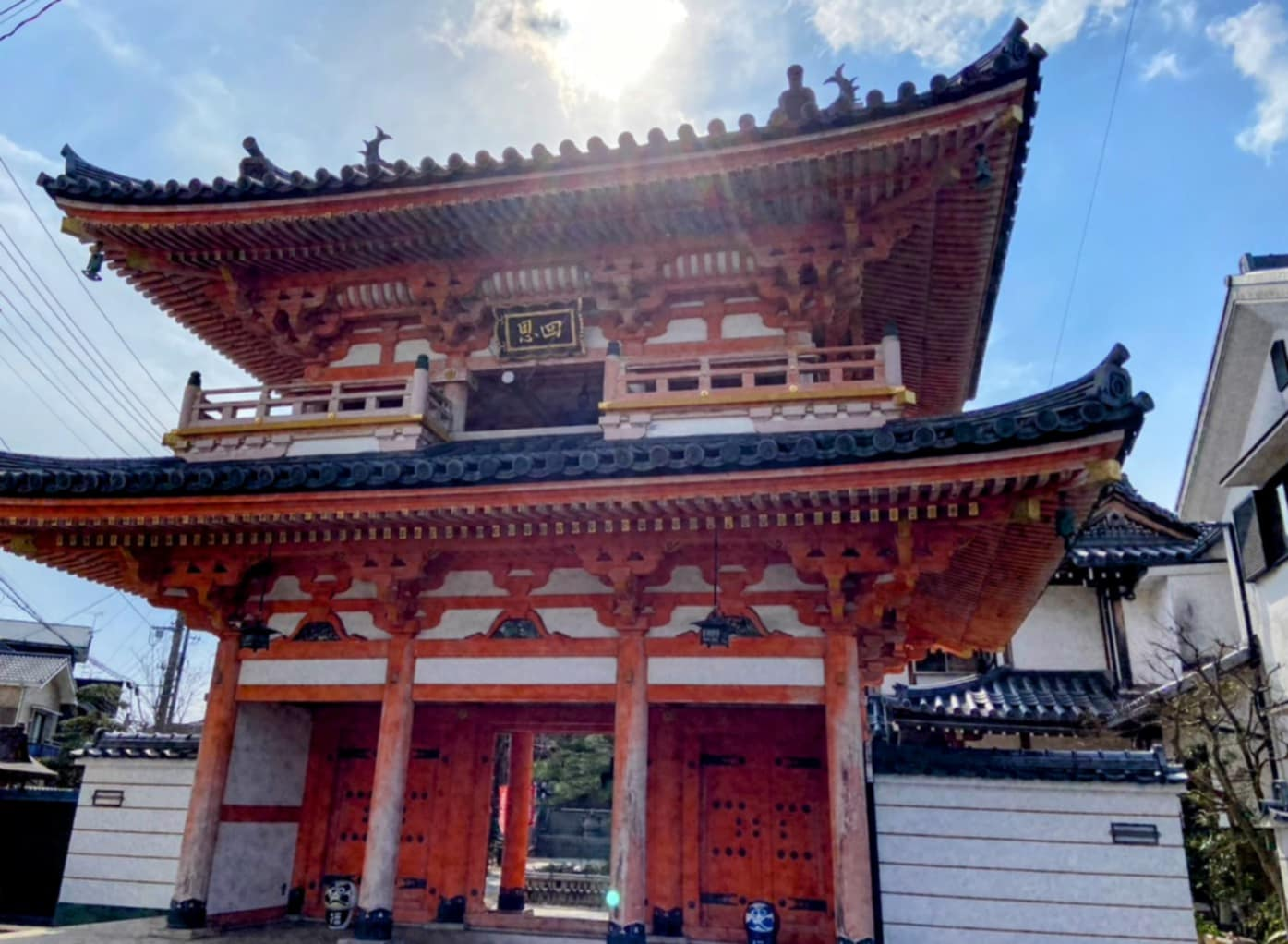
山門
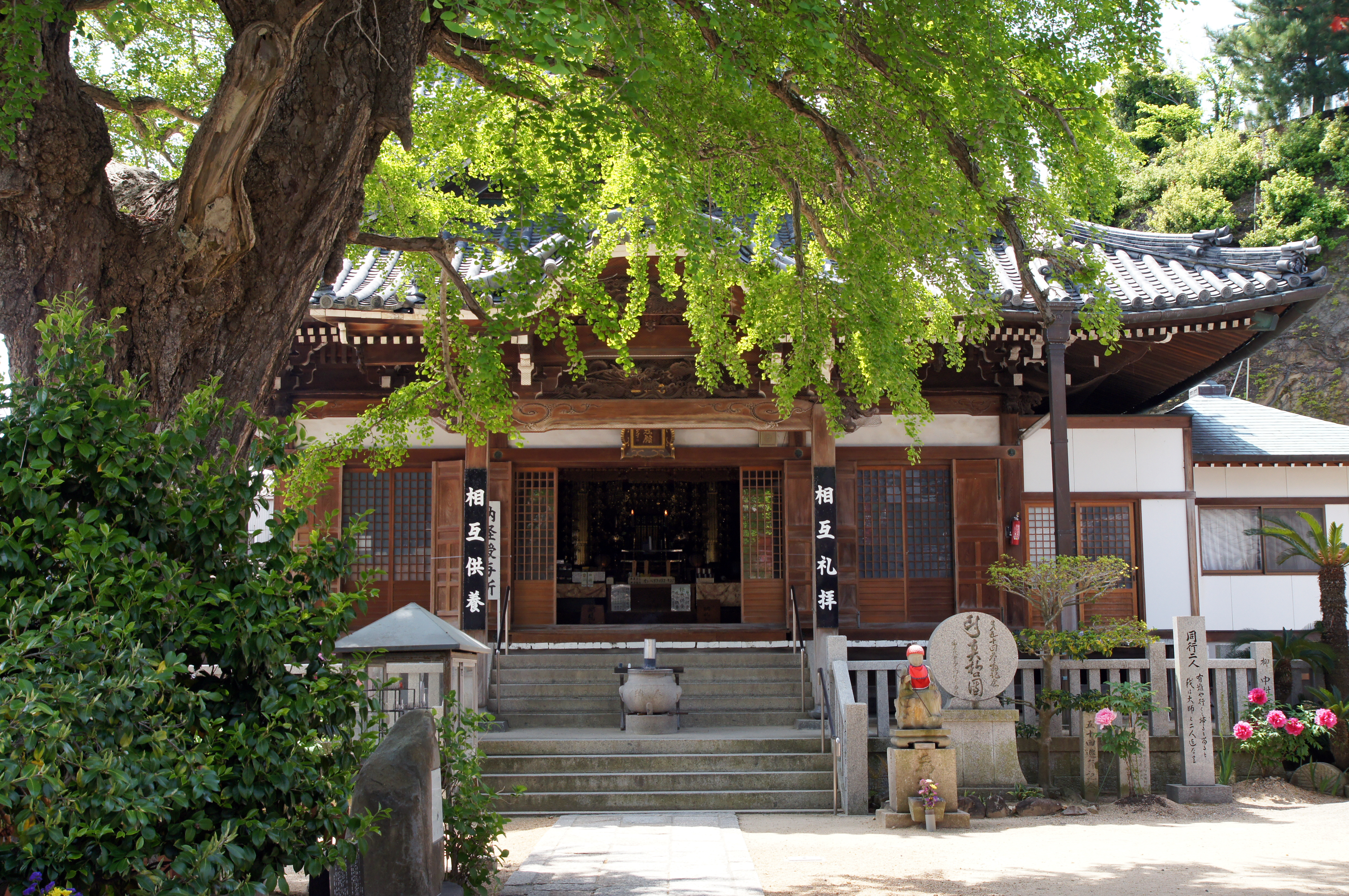
本堂
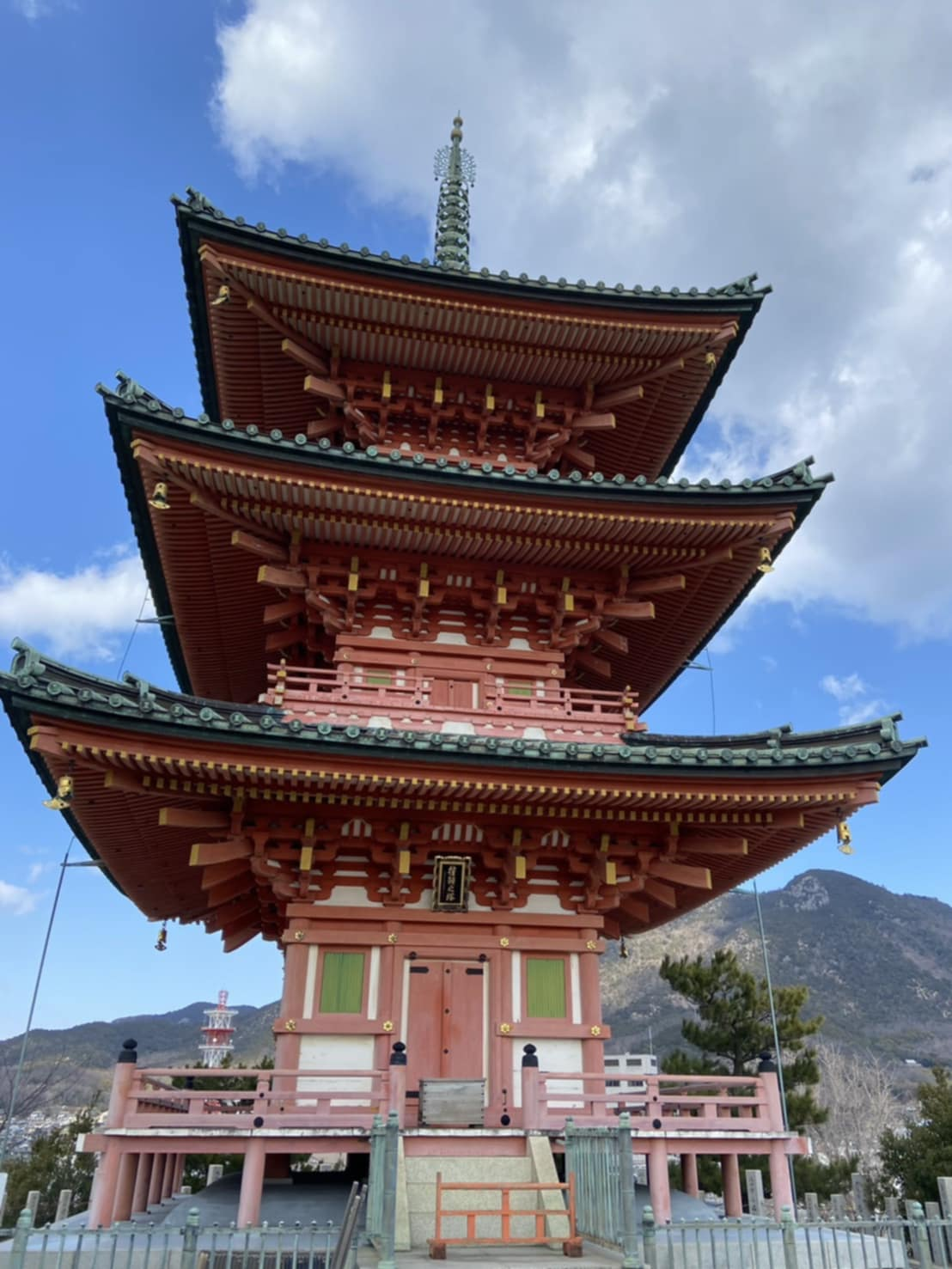
三重塔・誓願ノ塔

## 文化財
- イチョウ - 樹齢250年以上、幹囲3.6メートル、樹高18メートル、枝張り東西18メートル・南北17メートル。町指定天然記念物（昭和8年指定）[2]

## 祭事
- 大師市（毎年4月21日、12月21日）[3]

## 交通アクセス
- 土庄港から小豆島オリーブバス「坂手線」または「南廻り福田線」に乗車し約3分、「土渕海峡」下車、徒歩5分

## 周辺
- 土渕海峡
- 迷路のまち
- エンジェルロード